# Prozessstruktur
Eine Prozessstruktur beschreibt das Zusammenspiel unterschiedlicher (Geschäfts-)Prozesse. Während Prozesse die Erreichung eines einzelnen (einfachen) Geschäftsziels beschreiben, betrachtet die Prozessstruktur die Erreichung eines komplexen Geschäftsziels, das sich aus mehreren Geschäftszielen zusammensetzt. Sie aggregiert einzelne Prozesse zu einer Prozessstruktur und berücksichtigt deren Abhängigkeiten (z. B. Berücksichtigung der Ablaufreihenfolge zweier Prozesse). Prozessstrukturen bestehen damit aus einer Vielzahl von Prozessen sowie den zugehörigen Abhängigkeiten.
Im Gegensatz zu einer Prozesslandkarte beschreibt die Prozessstruktur die Abhängigkeiten zwischen den enthaltenen Prozessen nicht aus betriebswirtschaftlicher, sondern aus ablauflogischer Sicht.
Prozessstrukturen werden beispielsweise genutzt, um den Entwicklungsprozess für komplexe Produkte zu beschreiben. Ziel ist es hierbei, den logischen Gesamtablauf in Form einer Prozessstruktur für das zu bearbeitende Produkt und seiner Bestandteile zu modellieren und dadurch eine übergreifende Kontrolle zur systematischen Erreichung des Geschäftsziels zu erhalten. Typischerweise orientiert sich die Prozessstruktur für die Bearbeitung eines Produkts an dessen Aufbau, also an der Produktstruktur.